# Scrophularia lowei
Scrophularia lowei är en flenörtsväxtart som beskrevs av V. Dalgaard. Scrophularia lowei ingår i släktet flenörter, och familjen flenörtsväxter. Inga underarter finns listade i Catalogue of Life.